# Britisches Understatement
Das sogenannte Britische Understatement ist ein geflügeltes Wort, welches einen Aspekt der traditionellen englischen Kultur charakterisiert und sowohl einen humorvollen Umgang mit herausfordernden Situation meint, als auch einen Aspekt der englischen Lebensart insgesamt beschreibt und letztlich auch für einen schneidenden Humor genutzt wird.

## Historische und kulturelle Ursprünge des Begriffs
Altenglische Texte aus dem Mittelalter stützen sich ausgiebig auf Wortspiele, wie dem Understatement, in der Form von doppelten Verneinungen und Untertreibungen. So ist die Aussage „genug gehabt zu haben“ im eigentlichen Sinn als „zu viel gehabt zu haben“ (I have had enough) zu verstehen und somit eine höfliche Untertreibung der eigentlichen Semantik der Aussage. Die Ironie, bzw. Verneinung des Gegenteils (Litotes) wird im angelsächsischen Epos Beowulf mit einer hohen Frequenz (mindestens 94 Mal) als rhetorisches Mittel benutzt und ist durchaus mit dem Understatement wie man es heute kennt vergleichbar.  Der Autor Frederick Bracher hat diesen „stilistischen Manierismus“ als Erbe „einer früheren, möglicherweise gemeinsamen, germanischen poetischen Tradition“ beschrieben und stellt fest, dass das Understatement auch in der mittelalterlichen deutschen Dichtung und der altnordischen Dichtung zu finden ist. Ein solches Understatement kann die Wirkung von spöttischer Ironie, Humor, Betonung und Abmilderung eines ansonsten eher scharfen Ausdrucks haben, so Bracher.
Das Britische Understatement kann außerdem eingesetzt werden, um anderen in einem Krisenmoment Gelassenheit und Selbstbeherrschung zu vermitteln. 1916, in der Anfangsphase der Schlacht von Jütland, wurde Admiral Beatty innerhalb einer halben Stunde Zeuge der Explosion zwei seiner größten Schlachtkreuzer. Er soll zu seinem Untergebenen gesagt haben: „Mit unseren verdammten Schiffen scheint heute etwas nicht zu stimmen“.
Noch besser dokumentiert ist die kulturelle Sprachbarriere, die symptomatisch mit der Fehlkommunikation zwischen britischen und amerikanischen Soldaten inmitten des Koreakriegs eklatant zum Vorschein trat. Im April 1951 wurden 650 britische Soldaten – Infanteristen und Offiziere des 1. Bataillons des Gloucestershire-Regiments – an der wichtigsten Überquerung des Imjin-Flusses eingesetzt, um den traditionellen Invasionsweg nach Seoul zu blockieren. Die Chinesen hatten in einer Großoffensive zur Einnahme der gesamten koreanischen Halbinsel eine ganze Division – 10.000 Mann – gegen die isolierten Glosters entsandt, und die kleine Truppe wurde nach und nach von den chinesischen Soldaten eingekesselt und überwältigt. Nach zweitägigen Kämpfen fragte ein Amerikaner, Generalmajor Robert H. Soule, den britischen Brigadier Thomas Brodie: „Wie geht es den Glosters?“ Der Brigadier antwortete mit einem englischen Understatement: „Ein bisschen heikel, die Dinge sind ziemlich heikel da unten.“ Für amerikanische Ohren klang das nicht besonders verzweifelt, und so befahl er ihnen, standhaft zu bleiben. Die überlebenden Glosters wurden nichtsdestotrotz von einer Panzerkolonne gerettet und entkamen dem chinesischen Beschuss um Haaresbreite.
Ein weiteres gut dokumentiertes Beispiel für das Britische Understatement ist eine Bemerkung eines Londoner Rickenbacker-Vertriebspartners an die kalifornische Firmenzentrale des Gitarrenherstellers mit Hinblick auf das Zusammentreffen der Beatles im November 1963 mit den Amerikanern. In Großbritannien war die Band längst zu einem kulturellen Phänomen geworden aber in den USA waren die Beatles noch relativ unbekannt. Es erschien ein Foto in der britischen Presse, das John Lennon, Paul McCartney und George Harrison auf Rickenbacker-Gitarren zeigte. Der Londoner Rickenbacker-Vertriebspartner schrieb mit britischem Understatement an die kalifornische Firmenzentrale: „Das Foto zeigt die beiden Rickenbacker-Gitarren, die von der von mir erwähnten Gruppe gespielt wurden. Wir brauchen bitte die Setcards dieser beiden Models.“
Ein etwas makaberes Beispiel des britischen Understatements ist während eines British Airways Fluges von Kuala Lumpur nach Perth am 24. Juni 1982 dokumentiert worden, als alle vier Triebwerke einer Boeing 747 ausfielen. Obwohl die Zeit drängte, da das Flugzeug rapide an Höhe verlor, gelang es dem britischen Kapitän Eric Moody noch, eine Durchsage an die Passagiere zu machen: „Meine Damen und Herren, hier spricht Ihr Kapitän. Wir haben ein kleines Problem. Alle vier Triebwerke sind ausgefallen. Wir tun unser Möglichstes, um sie wieder in Gang zu bringen. Ich hoffe, wir bringen Sie hiermit nicht zu sehr in Bedrängnis.“

## Komik
Das Klischee des britischen Understatements wurde im Verlauf der Zeit natürlich auch viel im alltäglichen Humor und in der Komik genutzt. Viele Beispiel dafür findet man im Film „Der Sinn des Lebens“ von Monty Python. Ein exemplarisches Beispiel des humoristisch genutzten britischen Understatements ist die Bemerkung eines Partygasts während einer Szene, bei der bei einer Dinnerparty, die Gesellschaft vom Tod überfallen wird, der einen langen schwarzen Mantel trägt und eine Sense mit sich führt. „Nun“, sagt der Partygast, „das hat den Abend ziemlich verdüstert, nicht wahr?“ In einer anderen Szene hat ein Offizier gerade sein Bein verloren. Auf die Frage, wie er sich fühle, blickt er auf seinen blutigen Stumpf und antwortet: „Das sticht ein bisschen.“